# فن عام

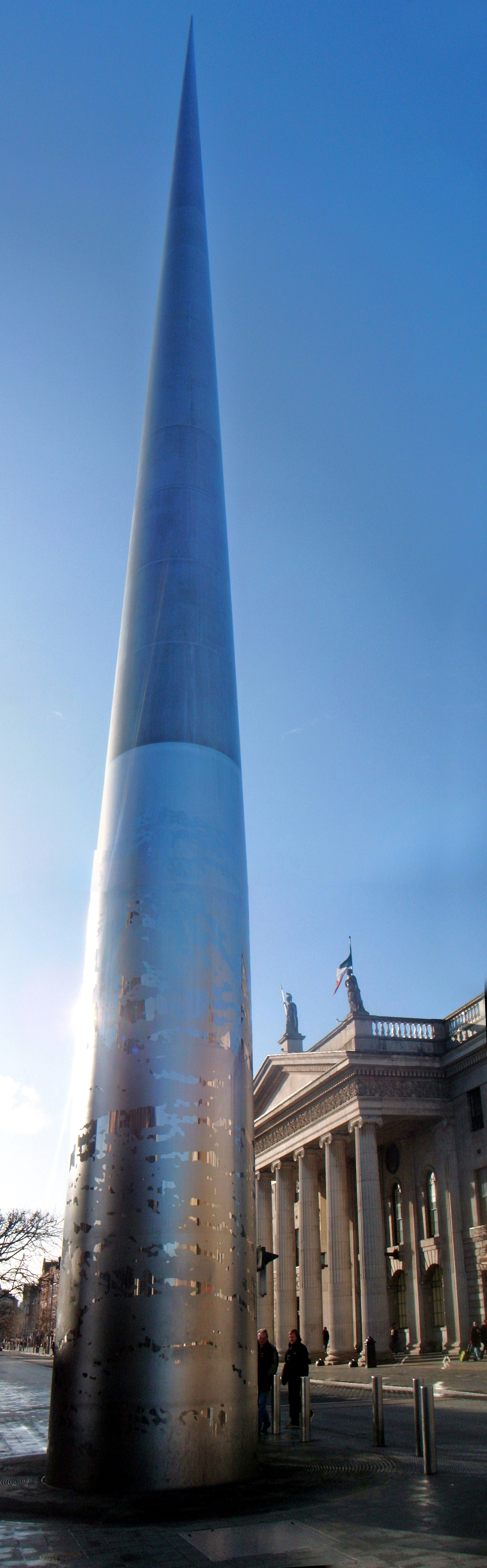
سباير أوف دبلن يعتبر أطول فن عام

الفن العام هو فن في أي شكل من أشكال الإعلام والذي تم التخطيط له وتنفيذه بهدف إقامته على النطاق العلني، غالباً في الخارج ورؤيته متاحة للجميع. الفن العام هو ذو أهمية في عالم الفن.